# Krzysztof Klenczon i Trzy Korony
Krzysztof Klenczon i Trzy Korony – płyta długogrająca polskiego zespołu rockowego Trzy Korony, wydana w czerwcu 1972 roku.

## Geneza
W styczniu 1970 roku Krzysztof Klenczon na skutek różnic artystycznych opuścił Czerwone Gitary i założył niezależny zespół Trzy Korony. W pierwszym składzie zespołu znaleźli się ponadto: Grzegorz Andrian, Ryszard Klenczon (kuzyn Krzysztofa) i Marek Ślazyk. Po kilku miesiącach Ślazyka zastąpił Piotr Stajkowski i w takim składzie grupa nagrała swoją pierwszą i, jak się okazało, jedyną płytę długogrającą (XL/SXL 0779). Rok później Klenczon wyemigrował do USA, a Trzy Korony, z nową wokalistką Marią Głuchowską, zakończyły działalność.
Płyta zyskała sobie miano obowiązkowej pozycji w kanonie polskiego rocka, a piosenka „10 w skali Beauforta” jest dziś jednym z najbardziej znanych utworów Krzysztofa Klenczona.
Album ukazał się po raz pierwszy na cd w 1993 roku nakładem Polskich Nagrań. Wydanie zawierało 3 nagrania bonusowe i miało zmienioną okładkę. Kolejna reedycja pojawiła się w roku 2000, kiedy to wydawnictwo Yesterday wydało album bez bonusów razem z solową płytą Klenczona Powiedz stary gdzieś ty był z 1978 r.

## Lista utworów
Strona A
1. "10 w skali Beauforta" (K. Klenczon – J. Kondratowicz) - 02:57
2. "Wiosenna miłość" (K. Klenczon – J. Gawęcki) - 02:37
3. "Jestem do przodu" (K. Klenczon – A. Jastrzębiec-Kozłowski) - 03:13
4. "Świecą gwiazdy świecą" (K. Klenczon – S. Zabieglik) - 01:22
5. "Coś" (K. Klenczon – M. Gaszyński) - 02:10
6. "Piosenka o niczym" (K. Klenczon – J. Domaradzki) - 02:10
7. "Nie przejdziemy do historii" (K. Klenczon – A. Kuryło) - 04:51
8. "Sprawię sobie niespodziankę" (K. Klenczon – W. Niwiński) - 00:54

Strona B
1. "Spotkanie z diabłem" (K. Klenczon – A. Takliński, P. Bielawski) - 02:42
2. "Stary walc przypomni ci" (K. Klenczon – J. Świąć) - 03:16
3. "Bierz życie jakie jest" (K. Klenczon – A. Jastrzębiec-Kozłowski) - 02:59
4. "Już nie czas" (G. Andrian – P. Bielawski) - 03:25
5. "Fatalny dzień" (K. Klenczon – J. Świąć) - 02:20
6. "Raz na tysiąc nocy" (K. Klenczon – H. Stefanowska) - 02:28
7. "Port" (K. Klenczon – H. Stefanowska) - 03:40

Reedycja:
1. "Kronika podróży, czyli ciuchcią w nieznane" - 03:33[a]
2. "Twój czas" - 03:38[a]
3. "10 w skali Beauforta" - 02:53
4. "Wiosenna miłość" - 02:35
5. "Jestem do przodu" - 03:09
6. "Świecą gwiazdy świecą" - 01:19
7. "Coś" - 02:08
8. "Piosenka o niczym" - 02:05
9. "Nie przejdziemy do historii" - 04:47
10. "Sprawię sobie niespodziankę" - 00:49
11. "Spotkanie z diabłem" - 02:38
12. "Stary walc przypomni ci" - 03:21
13. "Bierz życie jakie jest" - 02:55
14. "Już nie czas" - 03:21
15. "Fatalny dzień" - 02:15
16. "Raz na tysiąc nocy" - 02:23
17. "Port" - 03:36
18. "Czyjaś dziewczyna" - 03:26[a]

1. 1 2 3  utwór bonusowy

## Skład
- Krzysztof Klenczon - wokal, gitara
- Ryszard Klenczon - gitara,  gitara hawajska
- Grzegorz Andrian - gitara basowa, wokal
- Piotr Stajkowski - perkusja
- Andrzej Ibek - organy, fortepian (gościnnie)
- Zbigniew Oborski - zespół (gościnnie)

- Zofia Gajewska - reżyser nagrania
- J. Złotkowski - operator dźwięku
- A. Kossobudzki-Orłowski - foto
- E. Guyski - opracowanie graficzne